# Лошадь-поводырь

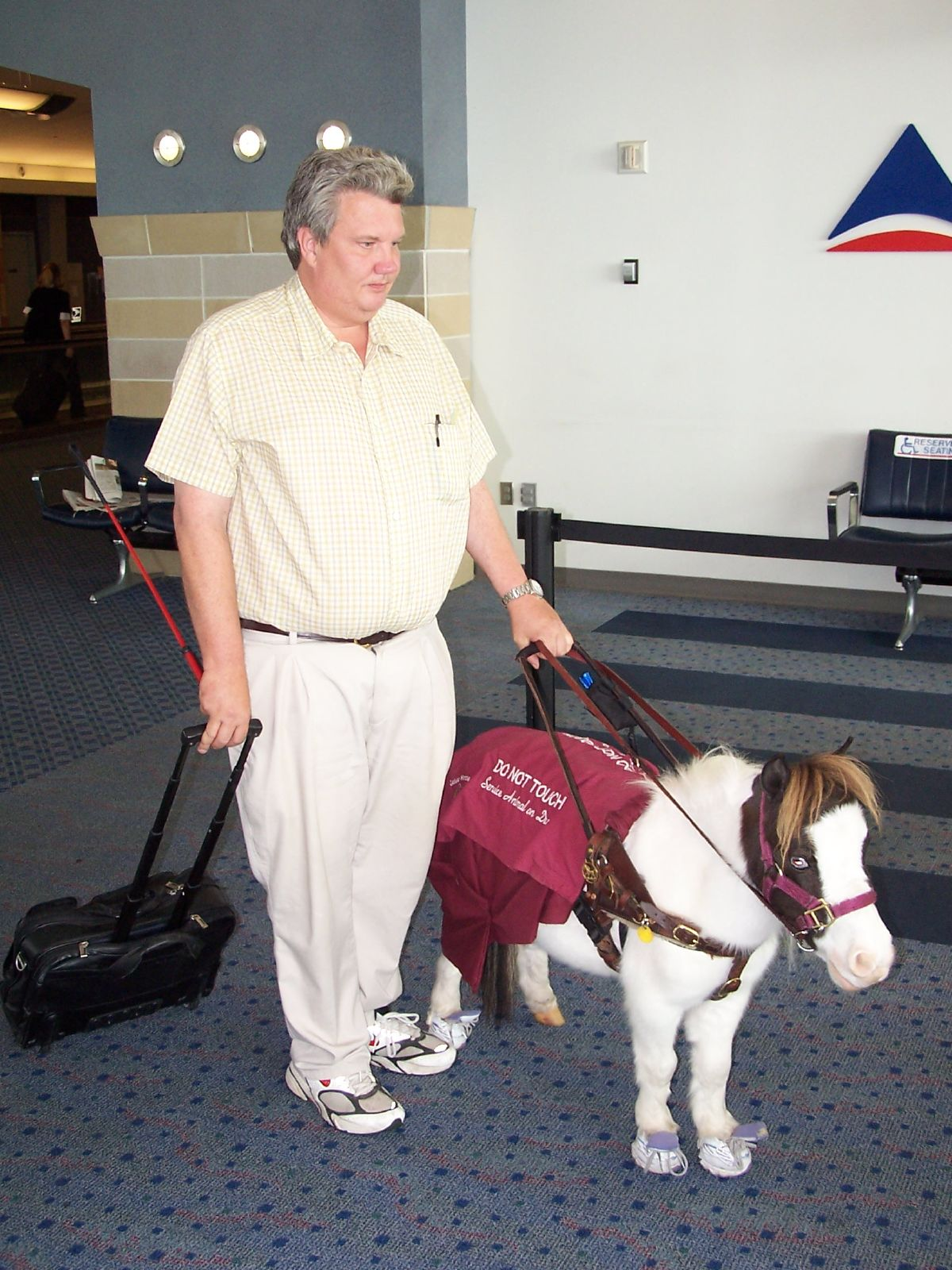
Лошадь-поводырь

Лошадь-поводырь — миниатюрная лошадь, применяемая для помощи слепым людям, которые не хотят или не могут пользоваться помощью собаки-поводыря.

## История
Идея использования лошади в качестве поводыря для незрячего человека известна с 1943 года, когда в фильме Заблокированная тропа (The Blocked Trail) был показан карликовый конь, помогающий слепому шахтёру. Однако практическое воплощение концепции использования миниатюрной лошади в качестве помощника для слепых или слабовидящих людей связывают с семьёй Бурлесон.
В 1998 году во время конной прогулки в Нью-Йорке Джанет и Дон Бурлесон из Киттрелла обратили внимание на способность их лошадей самостоятельно определять, когда переходить улицу. Джанет, имевшая тридцатилетний опыт тренировки арабских скаковых лошадей, вспомнила случай со слепой наездницей на конных соревнованиях, когда лошадь помогала женщине ориентироваться среди препятствий. Основываясь на этих наблюдениях, а также на поведении их домашней миниатюрной лошади по кличке «Твинки», которая следовала за ними как собака и даже ездила в их минивэне, Бурлесоны начали разрабатывать программу подготовки лошадей-поводырей.
Бурлесоны создали строгую программу обучения для миниатюрных лошадей, аналогичную программе для собак-поводырей, дополнив её тренировкой систематической десенсибилизации.
В 1999 году Бурлесоны основали Фонд лошадей-поводырей (The Guide Horse Foundation, закрыт в 2010 году) для предоставления миниатюрных лошадей в качестве помощников для слепых людей, преимущественно проживающих в сельской местности.
Одним из первых людей, использовавших лошадь-поводыря, стал Дэн Шоу, у которого в 17 лет был диагностирован пигментный ретинит — неизлечимое заболевание глаз, приводящее к постепенной потере зрения. Шоу заинтересовался программой Бурлесонов, особенно его привлекла продолжительность жизни лошадей. Для него была подготовлена миниатюрная лошадь по кличке «Каддлс». 6 марта 2002 года Шоу прибыл в город Роли, где впервые встретился со своим будущим поводырём. После непродолжительного обучения взаимодействию они успешно продемонстрировали навыки ориентирования в многолюдном магазине с узкими проходами.
Другой пользователь получил лошадь-поводыря по кличке «Панда» в 2003 году. В 2007 году Associated Press сообщило, что владелец описывает своего поводыря как «защитницу, бдительную и приученную к дому. При росте 29 дюймов (около 74 см) и весе 120 фунтов (около 54 кг) это действительно очень маленькая лошадь».
С начала 2000-х годов идея лошади-поводыря распространилась и в Европе. Первая лошадь-поводырь в Европе появилась в Праге в 2012 году. В 2015 году супружеская пара предпринимателей из департамента Ивелин во Франции объявила о намерении развивать эту деятельность. В феврале 2018 года 23-летний слепой молодой человек стал первым британским гражданином, получившим лошадь-поводыря.

## Использование
Миниатюрные лошади, средняя продолжительность жизни которых составляет тридцать лет, живут дольше собак, и для тех, кто страдает аллергией на собачью шерсть или боится их, лошадь может стать хорошей альтернативой. Однако, в то время как собака может адаптироваться ко многим различным домашним ситуациям, лошадь должна жить на открытом воздухе, ей требуется укрытие и пространство для передвижения, когда она не на службе.
Люди, использующие лошадей-поводырей также могут столкнуться с трудностями при перевозке миниатюрной лошади в общественном транспорте с ограниченным пространством, например, в автобусах или такси. Некоторые люди также обеспокоены тем, что сильная реакция «бей или беги» у лошади может привести к тому, что её поведение станет менее предсказуемым, чем у собаки-поводыря.
Фонд лошадей-поводырей предполагает, что лошадь-поводырь, обученная в домашних условиях, обычно должна быть способна контролировать свой мочевой пузырь в течение шести часов; однако для целей транспортировки рекомендуется использовать практическую оценку в четыре часа.

## Дрессировка

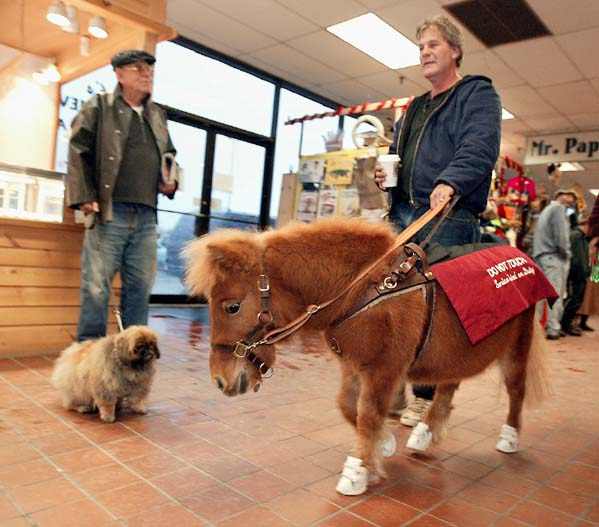
Лошадь-поводырь в торговом центре

Процесс дрессировки лошади-поводыря занимает около восьми месяцев. Существует программа дрессировки, которая изначально начинается с обучения лошади основным приёмам работы с поводком, в ходе которой лошадь учили двигаться со скоростью, заданной тренером, и преодолевать препятствия. Затем лошадь обучают распознаванию голосовых команд и реагированию на них. После этого лошадь обучают обходить как неподвижные, так и движущиеся препятствия. Следующим этапом лошадь обучают подавать сигнал проводнику, когда рядом есть ступенька или пандус. Наконец, лошадь приучают к туалету, что обычно несложно, поскольку лошади по своей природе не любят оставлять фекалии в помещении. Разумное неповиновение является важнейшей частью обучения лошади-поводыря, поскольку лошадь должна уметь игнорировать любые команды, которые могут быть небезопасны для лошади и её хозяина.

## Преимущества и недостатки

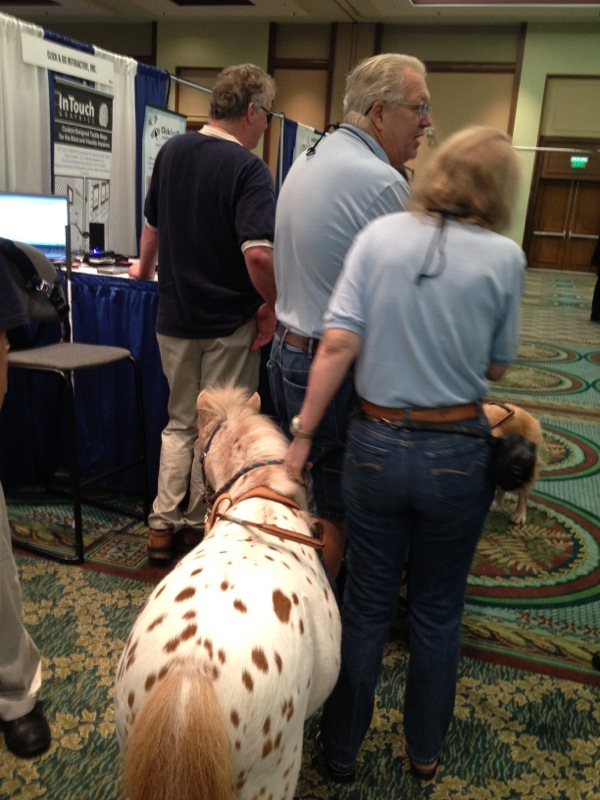
Лошадь-поводырь на выставке

Существует несколько причин, по которым миниатюрная лошадь имеет преимущества перед собакой-поводырём: со средней продолжительностью жизни около 30 лет лошадь живёт значительно дольше, чем собака. Она также представляет собой альтернативу для людей, страдающих аллергией на собачью шерсть — таких больше, чем аллергиков на лошадиную шерсть — или для слабовидящих, которые просто боятся собак. Лошади, как правило, обладают отличным зрением. Глаза расположены по бокам головы, они обладают обзором почти на 350 градусов, чувствительны к движению в поле зрения и часто обнаруживают потенциальную опасность раньше своих зрячих тренеров. Лошади также обладают довольно хорошим ночным зрением и могут ясно видеть почти в полной темноте.
Тем не менее, лошадь не может адаптироваться к такому количеству ситуаций, как собака. Она может жить только на улице. Её копыта нужно оснащать противоскользящими накладками, чтобы она не скользила по плитке. Хотя лошадь можно обучить приводить в действие различные механизмы, в этом она уступает собаке. Владельцы лошадей-поводырей часто сталкиваются с трудностями при передвижении в местах с большим скоплением людей, а также при транспортировке животного в такси или общественном транспорте. Ещё одна сложность — это сильно выраженный инстинкт бегства у лошади, из-за чего она значительно более пуглива, чем собака.
Также лошадей-поводырей используют мусульмане, так как среди некоторых из них собака считается «грязным животным».